# La sangre y la semilla
La sangre y la semilla  es una película coproducción de Argentina y Paraguay dirigida por Alberto Du Bois según el guion de Augusto Roa Bastos sobre la novela Raíces de la aurora de Mario Halley Mora que se estrenó el 12 de noviembre de 1959 y que tuvo como protagonistas a Olga Zubarry, Romualdo Quiroga y Roque Centurión Miranda. Los exteriores se filmaron en el Paraguay, en las ciudades de Capiatá e Itaugua, mientras los interiores fueron rodados en un estudio en Buenos Aires, Argentina.

## Sinopsis
Ambientada en la Guerra de la Triple Alianza, una mujer paraguaya salva a un sargento herido y da a luz. Juntos deberán esconderse de su enemigo, el ejército argentino.

## Reparto
- Olga Zubarry
- Romualdo Quiroga
- Roque Centurión Miranda
- Celia Elías
- Mercedes Jané
- José Guisone
- Carlos Gómez
- Ernesto Báez
- César Álvarez Blanco
- Rafael Rojas Doria

## Comentarios
Manrupe y Portela escriben:

”Una curiosa coproducción con Paraguay…Incluye una escena de parto y diálogos en guaraní con títulos sobreimpresos..”

Roland opinó:

”Se requerían mayores materiales, para dominar las exigencias épicas del tema…logran buen sentido plástico en las escenas del éxodo del pueblo.”